# Clawson (Michigan)
Clawson é uma cidade localizada no estado americano de Michigan, no Condado de Oakland.

## Demografia
Segundo o censo americano de 2000, a sua população era de 12.732 habitantes.
Em 2006, foi estimada uma população de 12.239, um decréscimo de 493 (-3.9%).

## Geografia
De acordo com o United States Census Bureau tem uma área de 5,7 km², dos quais 5,7 km² cobertos por terra e 0,0 km² cobertos por água.

## Localidades na vizinhança
O diagrama seguinte representa as localidades num raio de 8 km ao redor de Clawson.